# Edmundo René Ojeda
Edmundo René Ojeda (Corrientes, 12 de junio de 1925 - Buenos Aires, 8 de marzo de 1996) fue un militar argentino de alta graduación con actuación en el Proceso de Reorganización Nacional.

## Biografía
Era un graduado del Colegio Militar como subteniente de caballería con la promoción 76. Alcanzó el título de oficial de Estado Mayor y ascendió a general de brigada.
Era comandante de la I Brigada de Caballería Blindada, cuando fue designado en la jefatura de la Policía Federal el 13 de julio de 1976, relevando al general de brigada Arturo Amador Corbetta. El 9 de marzo de 1979 dejó el puesto relevado por el general de brigada Juan Bautista Sasiaiñ.
Cumplió destino como segundo comandante del Comando de Institutos Militares de Campo de Mayo.